# Partenariat mondial de la science rizicole
Le partenariat mondial de la science rizicole, ou GRiSP, acronyme de Global Rice Science Partnership, connu aussi comme le « programme de recherche du CGIAR sur le riz  , est une initiative du Groupe consultatif pour la recherche agricole internationale (CGIAR) pour réunir des partenaires du monde entier dans les domaines de la recherche et du développement afin d'entreprendre des programmes de recherche sur le riz.
Lancé en novembre 2010, le GRiSP vise à « améliorer considérablement la capacité des riziculteurs à nourrir les populations croissantes dans certaines des nations les plus pauvres du monde ». 